# Clive Westlake

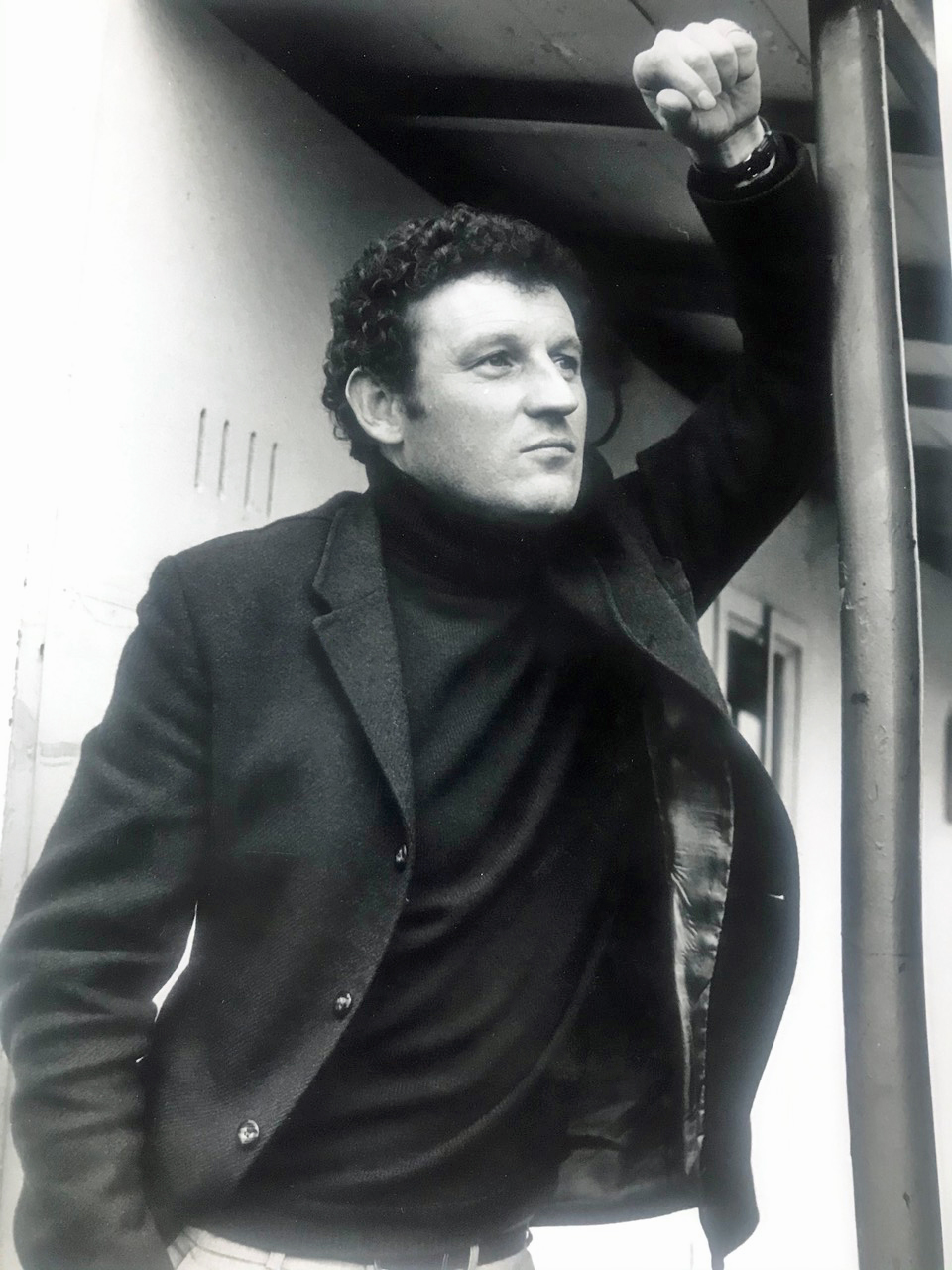
Clive Westlake

Clive Westlake (* 25. Dezember 1932 in Wattsville, Monmouthshire, Wales als Gerald Clive Westlake; † 17. Juni 2000 in Pegram, Tennessee, Vereinigte Staaten) war ein britischer Songwriter.

## Leben
Westlake wurde in der walisischen Ortschaft Wattsville nahe Newport im damaligen Monmouthshire als Sohn eines Bergarbeiters geboren und studierte am Trinity College of Music in London. Zwischen 1956 und 1959 arbeitete er als Musiklehrer an der Robert Richardson Grammar School, Ryhope, in der Nähe von Sunderland im Nordosten Englands, bevor er als Songschreiber beim amerikanischen Musikverlag Carlin Music tätig wurde, der heute zu Round Hill Music gehört. Anfang der 1980er Jahre zog er nach Nashville, Tennessee. Er starb in seinem Haus in Pegram, einem Vorort von Nashville, im Alter von 67 Jahren an einem Herzinfarkt.

## Karriere
Westlake nahm selber Platten von eigenen Kompositionen auf; bekannt geworden ist er aber vor allem für Songs, die er für andere Künstlerinnen und Künstler geschrieben hat, insbesondere für Dusty Springfield, so Losing You (gemeinsam mit Tom Springfield, Dustys älterem Bruder) und All I See Is You (gemeinsam mit Ben Weisman, einem der erfolgreichsten Liedtexter von Elvis Presley) – beide erreichten 1964 bzw. 1966 Platz 9 der britischen Singlecharts – und I Close My Eyes and Count to Ten, das 1968 Platz 4 in Großbritannien wurde. Außerdem schrieb er zusammen mit Mort Shuman Here I Go Again für The Hollies – ein Nr. 4-Hit im Vereinigten Königreich im Jahre 1964 – und schrieb Songs für Shirley Bassey (Good, Bad But Beautiful), Elvis Presley (It’s a Matter of Time und Twenty Days and Twenty Nights), Petula Clark (No One Better Than You), Cilla Black (From Now On, I Couldn’t Take My Eyes Off You u. a.), Tom Jones (A Minute of Your Time, Only Once), Roger Whittaker (Family, The Charge of the Light Brigade), Crystal Gayle (He Is Beautiful to Me) und andere. Auch deutschsprachige Sängerinnen und Sänger nahmen Westlake-Songs auf, so Gus Backus, Rex Gildo, Karel Gott, Knut Kiesewetter, Daliah Lavi, Udo Lindenberg u. a.

## Privates
Clive Westlake hatte vier Kinder: Christopher, Andrew, Julia und Annika. Seine Tochter Julia lebt in Hamburg und ist eine bekannte TV- und Radio-Moderatorin.